# 長毛點刻花蝽
長毛點刻花蝽（学名：Almeida pilosa）为花蝽科點刻花椿屬下的一个种。